# Meisburg

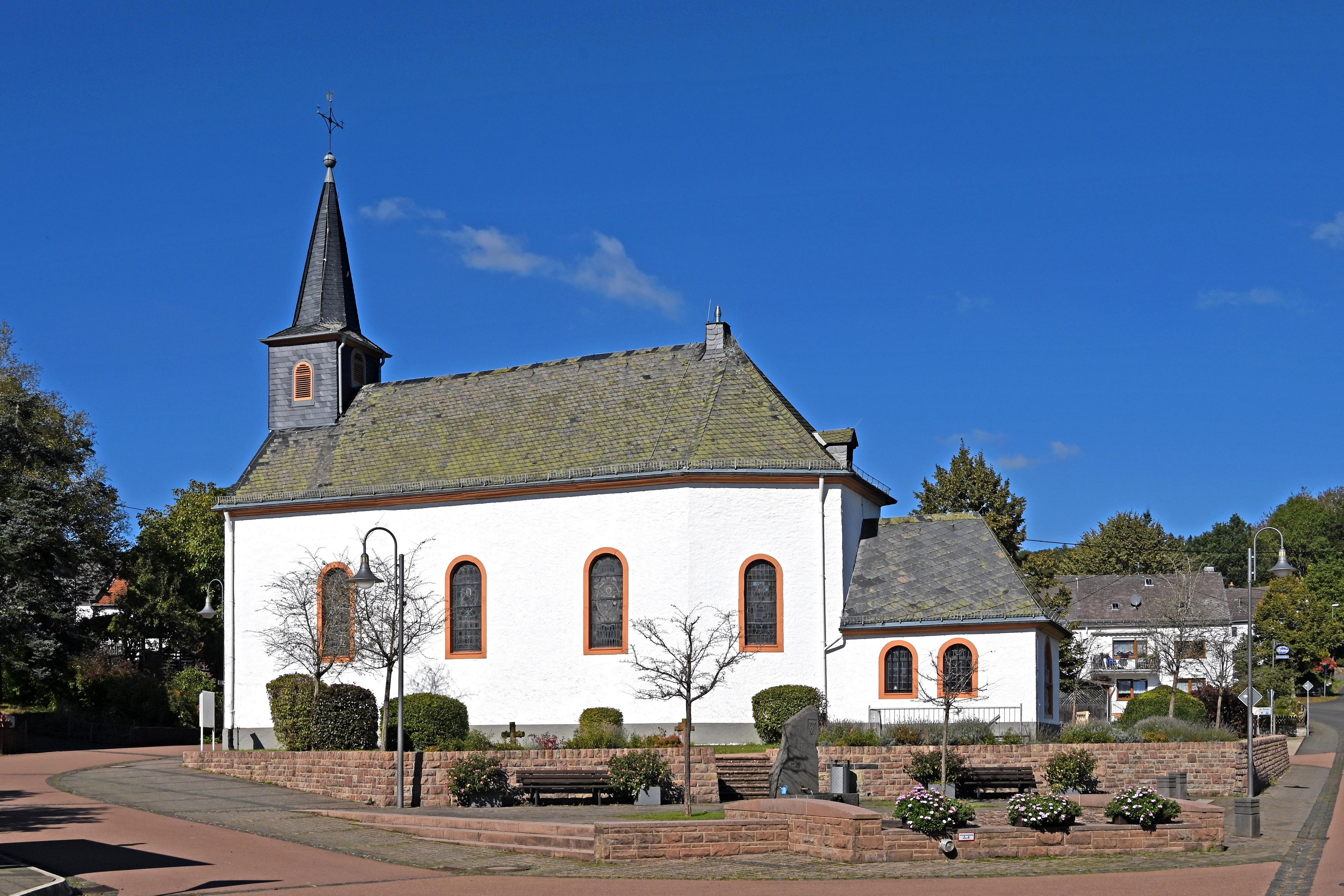
St. Bartholomäus, Südseite

Meisburg (Lautschrift in Eifler Mundart: „Mesbuasch“) ist eine Ortsgemeinde im Landkreis Vulkaneifel in Rheinland-Pfalz. Sie gehört der Verbandsgemeinde Daun an. In Meisburg wird ein moselfränkischer Dialekt gesprochen.

## Geographie
Meisburg liegt inmitten der Vulkaneifel an der B 257 zwischen Daun (19 km) und Bitburg (24 km). Seit Eröffnung im September 2006 führt die Deutsche Vulkanstraße am Ort vorbei.
Das Dorf ist im Tal des Dömpelsbaches (Meisburger Bach) in einer mittleren Höhenlage von 480 m ü. NHN angesiedelt. Die höchsten Erhebungen in der Umgebung sind der Daxelberg mit 589 m ü. NHN und Rackenbach mit 522 m ü. NHN. Der Schafbach, der in die Lohsalm mündet, entspringt im Salmwald, einem wasserreichen Gebiet mit einem Wasserwerk. Von hier aus werden große Teile des Landkreises Bernkastel-Wittlich mit Trinkwasser versorgt.
Zu Meisburg gehören auch die Wohnplätze Schafbrück, Schneidemühle, Siedlung Rackenbach und Siedlung Rascheid.

### Nachbargemeinden
Folgende Gemeinden liegen in unmittelbarer Nähe zu Meisburg:
- Densborn
- Deudesfeld
- Oberkail
- Salm
- Schutz
- Wallenborn
- Weidenbach

## Geschichte
Im Jahr 1979 feierte die Gemeinde ihr 750-jähriges Bestehen.
Nach neueren Erkenntnissen wird Meisburg erstmals am 6. Mai 1140 (als „Meisbreth“) urkundlich erwähnt. In einer von Papst Innozenz II. unterzeichneten Urkunde wird das Dorf als Besitz des Klosters St. Maximin vor Trier bestätigt. Wahrscheinlich existierte Meisburg bereits um das Jahr 1116, als es im Rahmen zahlreicher, durch das Kloster St. Maximin gefälschter, Urkunden als „Meisbrath“ Erwähnung findet.
Nach neueren Forschungen gilt es als wahrscheinlich, dass die ursprüngliche Bedeutung des Ortsnamens mit „gerodetes, eingepferchtes Gebiet des Megin“ übersetzt werden kann.
Bis zum Ende des 18. Jahrhunderts gehörte Meisburg landesherrlich zum Kurfürstentum Trier und stand unter der Verwaltung und der Gerichtsbarkeit des Amtes Kyllburg.
Im Jahr 1794 wurde das Linke Rheinufer im ersten Koalitionskrieg von französischen Revolutionstruppen besetzt. Von 1798 bis 1814 gehörte Meisburg zum Kanton Kyllburg im Saardepartement.
Auf dem Wiener Kongress (1815) kam die Region an das Königreich Preußen, Meisburg wurde 1816 dem neu errichteten Kreis Daun im Regierungsbezirk Trier zugeordnet und von der Bürgermeisterei Weidenbach verwaltet.
Nach dem Zweiten Weltkrieg wurde die Gemeinde Meisburg innerhalb der französischen Besatzungszone Teil des damals neu gebildeten Landes Rheinland-Pfalz.
Bevölkerungsentwicklung
Die Entwicklung der Einwohnerzahl von Meisburg, die Werte von 1871 bis 1987 beruhen auf Volkszählungen:
| Jahr | Einwohner |
| ---- | --------- |
| 1815 | 137       |
| 1835 | 196       |
| 1871 | 258       |
| 1905 | 290       |
| 1939 | 306       |
| 1950 | 341       |

| Jahr | Einwohner |
| ---- | --------- |
| 1961 | 305       |
| 1970 | 322       |
| 1987 | 268       |
| 1997 | 227       |
| 2005 | 250       |
| 2024 | 231       |

## Politik

### Bürgermeister
Anja Rieker wurde am 27. August 2019 Ortsbürgermeisterin von Meisburg. Da bei der Direktwahl am 26. Mai 2019 kein Bewerber angetreten war, oblag die Neuwahl des Bürgermeisters gemäß Gemeindeordnung dem Rat. In seiner konstituierenden Sitzung wählte er Rieker für fünf Jahre ins Amt. Sie wurde im Juni 2024 wiedergewählt.
Riekers Vorgänger als Ortsbürgermeister waren seit 2012 Johann Görgen, seit 2004 Dieter Klein, und zuvor Josef Görgen.

## Sehenswürdigkeiten

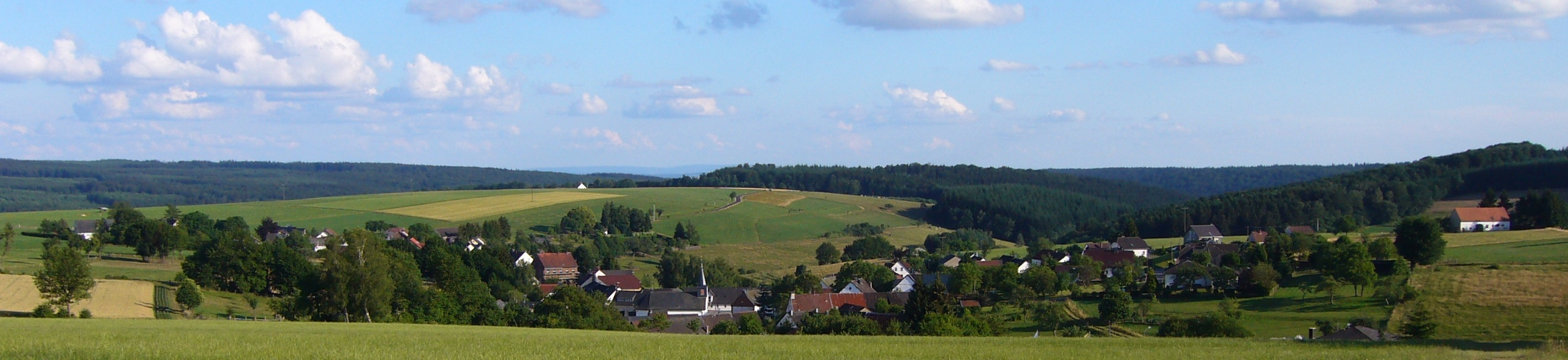
Meisburg von Norden

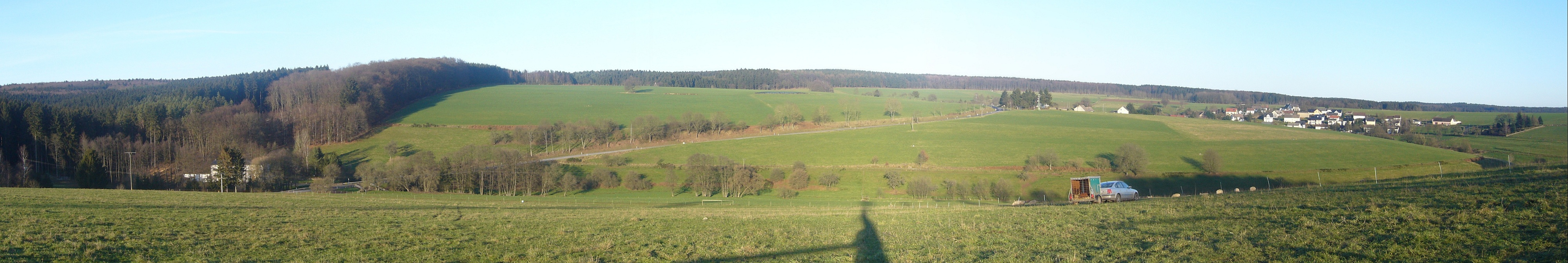
Meisburg von Süden

Meisburg besitzt ein altes Schneidewerk, das von einem oberschlächtigen Mühlrad mit sieben Metern Durchmesser angetrieben wird. Die „Schneidemühle“, wie sie von den Einwohnern genannt wird, ist das letzte erhaltene Schneidewerk des Rheinlandes und der Eifel. Die nötige Betriebsenergie wird über einen 350 Meter langen Staugraben erhalten.
Siehe auch: Liste der Kulturdenkmäler in Meisburg